# American Hangman
American Hangman è un film del 2019 con protagonista Donald Sutherland

## Trama
Due uomini vengono rapiti senza apparentemente motivo. Il rapitore intende inscenare un processo on line su un vecchio caso di omicidio in cui almeno uno dei rapiti sembra coinvolto.